# فرانكي ألبرت
فرانكي ألبرت (بالإنجليزية: Frankie Albert)‏ هو لاعب كرة قدم أمريكية أمريكي، ولد في 27 يناير 1920 في شيكاغو في الولايات المتحدة، وتوفي في 5 سبتمبر 2002 في بالو ألتو في الولايات المتحدة بسبب مرض آلزهايمر.

## وصلات خارجية
- فرانكي ألبرت على موقع مرجع كرة القدم المحترفة.كوم (الإنجليزية)
- فرانكي ألبرت على موقع IMDb (الإنجليزية)